# Confrontos no Paquistão em março de 2023
Os confrontos no Paquistão em 2023 referem-se a uma série de incidentes em março de 2023 iniciados quando as forças de segurança fizeram várias tentativas de prender o ex-primeiro-ministro Imran Khan em conexão com o caso Toshakhana o que resultou em diversos protestos e confrontos em todo o Paquistão. No Parque Zaman, houve intenso bombardeio de gás lacrimogêneo. Todas as rotas que levam ao parque foram bloqueadas devido aos protestos.
O Pakistan Tehreek-e-Insaf (PTI) alegou que a residência de Imran Khan no Parque Zaman estava sob ataque e divulgou imagens de policiais armados disparando. O confronto entre partidários do PTI e as forças de segurança continuou por mais dois dias, durante os quais a polícia e os Rangers Paquistaneses tentaram repetidamente entrar na residência de Imran Khan com veículos blindados.

## Antecedentes
O caso Toshakhana foi registrado contra Imran Khan pela Comissão Eleitoral do Paquistão. O ex-premiê constantemente evitava comparecer as audiências, como resultado, o tribunal distrital e de sessões de Islamabad emitiu um mandado de prisão e ordenou que a polícia o apresentasse na corte para a próxima audiência. Por outro lado, Imran declarou que a prisão visava a remoção eleitoral.

## Série de incidentes

### 14 de março
Protestos eclodiram em Islamabad, capital do Paquistão, na terça-feira, por convocação do ex-primeiro-ministro e presidente do PTI. A polícia e os membros do partido entraram em confronto do lado de fora de sua residência em Zaman Park, em Lahore. Os policiais também  usaram gás e um canhão de água contra apoiadores próximos e prenderam funcionários do partido.

### 15 de março
A equipe jurídica de Imran abordou o Tribunal Superior de Islamabad e solicitou a suspensão dos mandados de prisão inafiançáveis no caso Toshakhana, mas o tribunal superior instruiu o advogado do primeiro-ministro deposto a mover a ação para o tribunal de primeira instância haja vista a ordem de sua prisão estava "em conformidade com a lei".
Por outro lado, o PTI também entrou com uma petição no Tribunal Superior de Lahore para suspender os mandados. No entanto, em 15 de março de 2023, o tribunal ordenou que a polícia interrompesse suas operações no Parque Zaman de Lahore até 16 de março, apesar de não terem prendido Khan. Eles argumentaram que uma prisão interferiria em uma partida do playoff da Superliga do Paquistão nas proximidades.
No segundo dia do conflito, Imran Khan falou à nação por meio de uma videochamada, instando o judiciário e o establishment a acabar com a "farsa" e pensar no bem-estar do país. Também apontou que o caso contra ele estava sendo ouvido no F8 Katcheri em Islamabad, onde explosões ocorreram no passado, e que o Ministério do Interior havia declarado que sua vida estava em perigo.

### 16 de março
Imran solicitou a suspensão dos mandados de prisão inafiançáveis emitidos no caso Toshakhana, mas seu pedido foi negado pelo tribunal distrital de Islamabad. O  juiz suplementar distrital e de sessões Zafar Iqbal anunciou o veredicto e ordenou que as autoridades envolvidas prendessem o ex-primeiro-ministro e o apresentassem ao tribunal em 18 de março.
Além disso, o Tribunal Superior de Lahore ordenou novamente que a polícia adiasse sua tentativa de deter Khan até 17 de março.

## Resultado
Durante os confrontos, partidários do PTI atiraram pedras contra os seguranças, enquanto policiais dispararam bombas de gás lacrimogêneo contra os manifestantes. Em retaliação, apoiadores do PTI atearam fogo a um caminhão-tanque pertencente à Autoridade de Gerenciamento de Resíduos de Lahore, motocicletas e outros veículos na área. Também saquearam o escritório de um diretor em Mall Road.
De acordo com o Inspetor Geral do Punjab, Usman Anwar, 54 policiais ficaram "gravemente feridos" desde o início dos confrontos, enquanto 32 policiais receberam os primeiros socorros. O Inspetor Geral esclareceu que todas as estradas em Lahore estavam abertas ao tráfego, exceto as próximas ao Parque Zaman, e o mesmo acontecia com as instituições de ensino da cidade.